# Жнива (гурт)
«Жнива» — український музичний колектив, створений 1991 р. в місті Здолбунів Рівненської обл. Лауреат першого фестивалю «Тарас Бульба» (м. Дубно, 1991), дипломант «Червоної рути» (Запоріжжя, 1991).